# Daniel Brands
Daniel Fabian Brands (Deggendorf, 17 de Julho de 1987} é um ex-tenista profissional alemão.
Brands, em 2009, começou a se destacar ao chegar na semifinal do ATP 250 de Munique, derrotando o top 50 Julien Benneteau no caminho, e principalmente por derrotar o nº 7 do mundo, Gilles Simon, no ATP 500 de Hamburgo. No final do ano, conseguiu entrar no top 100 da ATP.
Em 2010, Brands, jogando em Roland Garros, deu trabalho para o nº 10 do mundo, Jo-Wilfried Tsonga, perdendo na 1ª rodada por 3 sets a 2. Em Wimbledon, fez uma campanha inesperada, ao eliminar Igor Andreev, o top 10 e cabeça-de-chave 7 do torneio Nikolay Davydenko e o cabeça-de-chave 31 Victor Hanescu, chegando nas Oitavas-de-Final do torneio.
Encerrou o ano de 2011 como o número 110 do mundo.
Anunciou aposentadoria em julho de 2019. Seu último jogo foi em Wimbledon de 2019, onde perdeu na última rodada do qualifying para Soonwoo Kwon, em 27 de junho.

## Ligações Externas
- Perfil na ATP